# 中華傳道會劉永生中學
中華傳道會劉永生中學（英語：CNEC Lau Wing Sang Secondary School），簡稱劉永生中學，由中華傳道會創辦，位於香港東區柴灣的一所津貼中学。

## 概況
中華傳道會劉永生中學於1998年獲派校舍，並於1999年創立，是由中華傳道會所辦的第三所學校（其他兩所分別是中華傳道會安柱中學和中華傳道會李賢堯紀念中學），也是該組織在東區的第一所學校。劉永生學校在1999年9月開校時，由於校舍尚未落成，借用旁邊的保良局總理聯誼會第一小學尚待拆卸的舊校舍上課，同年10月始遷入校舍，建校工程於12月中全部完成。在99年至03年，該校只由中一至中五所組成，到2004年，該校始有第一屆中六，並於2006年有首屆中七預科生畢業。

## 校舍
此校為一座1998年版靈活式校舍，樓高9層（包括地下），設有30間課室連各種特別室。
值得一提的是，此校與另外六座同類型中學校舍，原訂採用1995年版同款設計，僅有26間課室。適逢千禧校舍標準於1997年推出，由於校舍仍未施工，故政府決定修改圖則及增加撥款，為包括此校在內的上述校舍加建7樓、相關額外樁柱及改動部分特別室間隔，成為設備水平與千禧校舍無異的1998年版靈活式校舍。

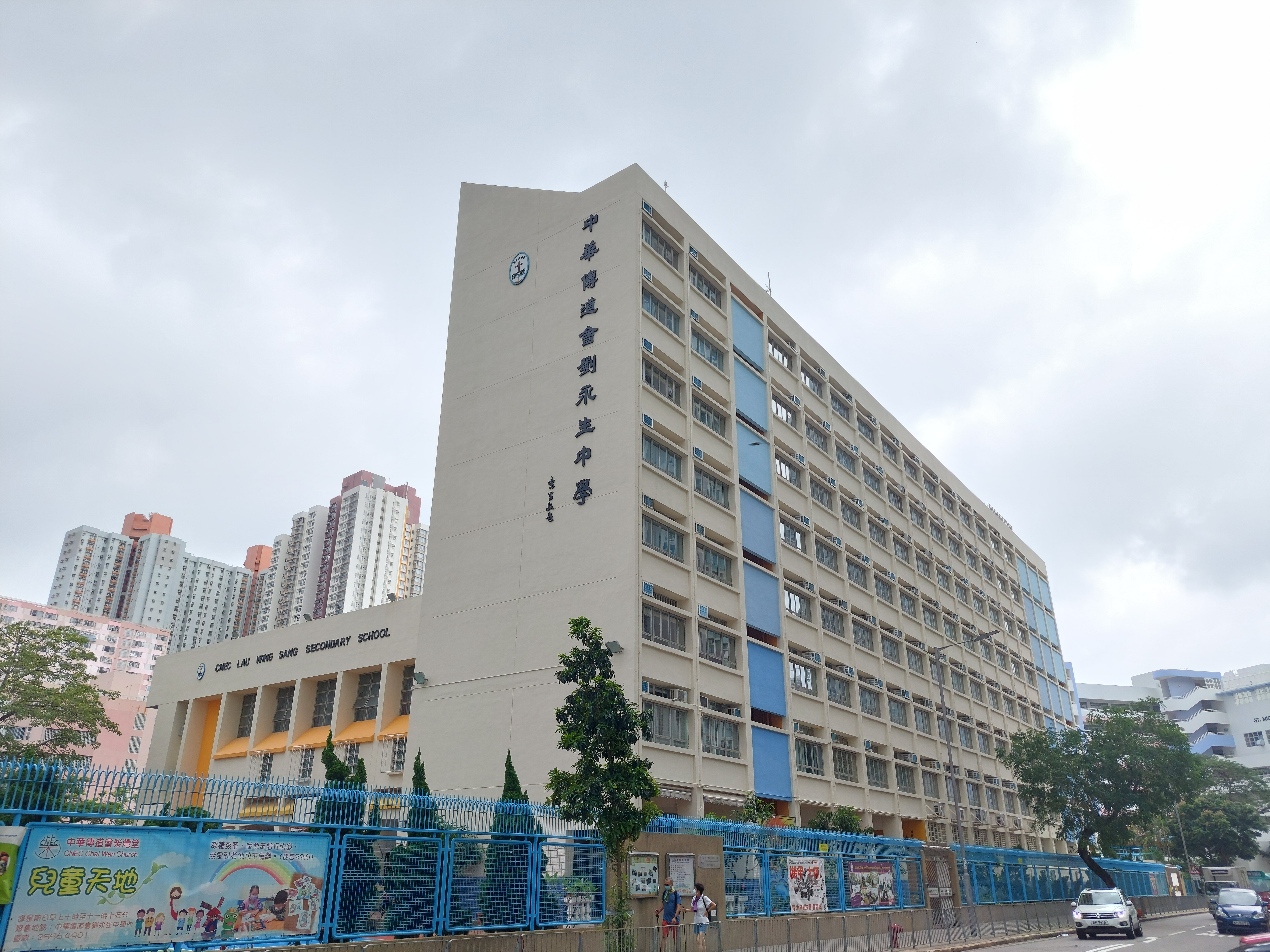
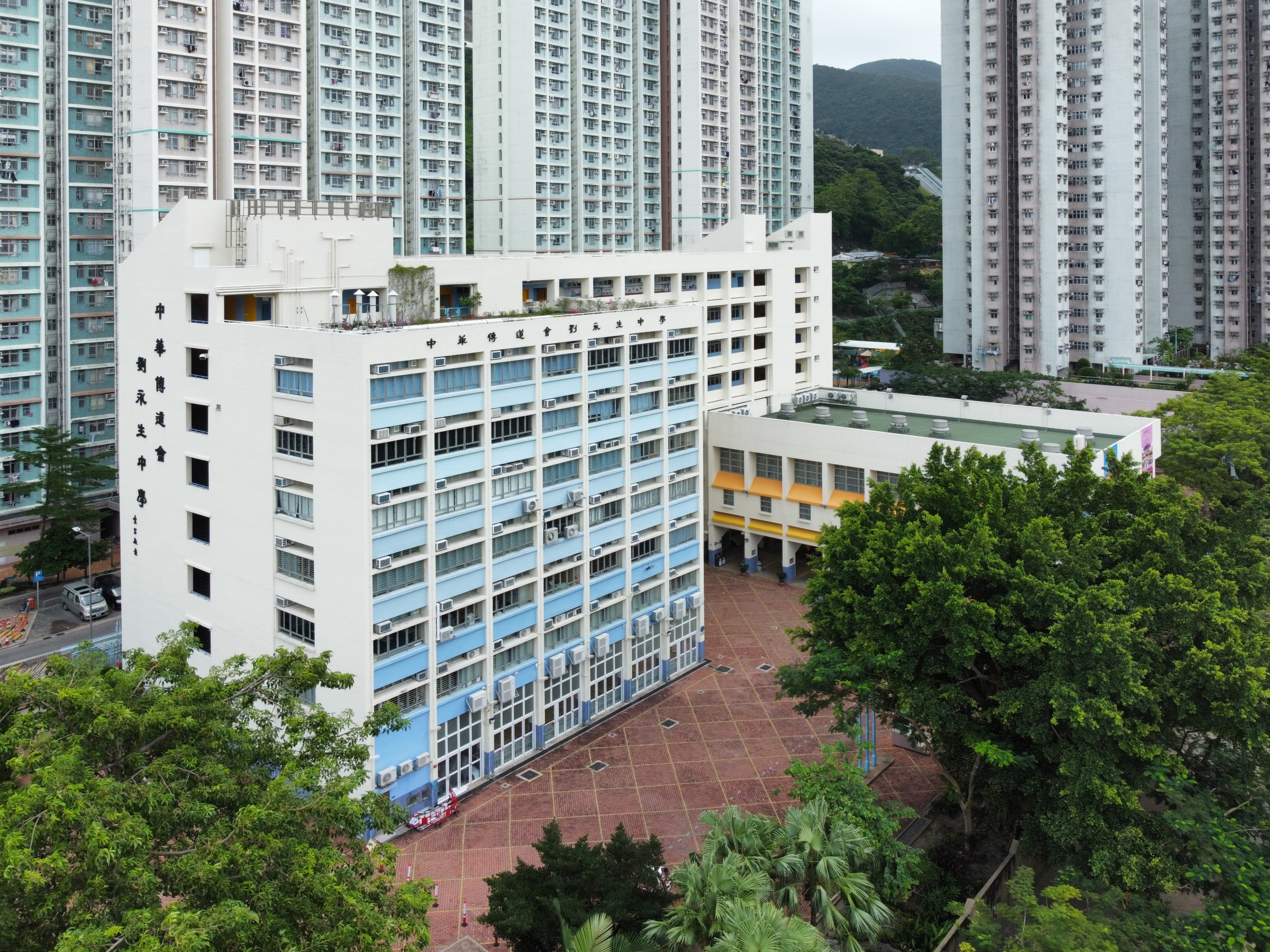

## 校名源由
除了中華傳道會總會承擔部分經費外，劉永生醫生奉獻其餘經費，故以「劉永生」作為新校校名，以感謝劉永生醫生的捐贈。

## 歷任校長
| 年份                 | 校長       |
| -------------------- | ---------- |
| 1999 - 2019          | 鄭德富先生 |
| 2019 - 2020 年 11 月 | 林達豪博士 |
| 2020 年 11 月 - 2021 | 譚文燕女士 |
| 2021 -               | 梅志業先生 |

## 中華傳道會其他中小學屬校

### 中學
- 中華傳道會安柱中學（石梨）
- 中華傳道會李賢堯紀念中學（葵盛）

### 小學
- 中華傳道會許大同學校（葵興）
- 中華傳道會呂明才小學（青衣）

## 註解
1. ↑  該等校舍分別為港島民生書院、聖羅撒書院、粉嶺禮賢會中學、靈糧堂劉梅軒中學、新生命教育協會平安福音中學及元朗公立中學校友會鄧兆棠中學。

## 外部連結
- 中華傳道會劉永生中學（页面存档备份，存于）

22°15′54″N 114°14′32″E / 22.2649536°N 114.2421786°E